# 保険
保険（ほけん、英: Insurance）は、偶然に発生する事故（保険事故）によって生じる財産上の損失に備えて、多数の者が金銭（保険料）を出し合い、その資金によって事故が発生した者に金銭（保険金）を給付するための制度。

## 定義と原則
保険は、多数の者が保険料（ほけんりょう、英: Insurance premium）を出し合い、保険事故（ほけんじこ、英: Insurance claim incident, Insurance accident）の損害を埋め合わせる為に保険金（ほけんきん、英: Insurance benefits, Insurance payout）を給付する制度である。保険の対象とされる保険事故には、交通事故・海難事故・火災・地震・死亡など様々な事象があり、人間生活の安定を崩す事件・事故・災害などの危険に対処する。
保険関係の設定を目的とする契約を保険契約（ほけんけいやく、英: Insurance contract）といい、保険契約の当事者として保険料の支払義務を負う者を保険契約者（ほけんけいやくしゃ、英: Policyholder）、保険事故が発生した場合保険金の支払を引き受ける者を保険者（ほけんしゃ、英: Insurer）という。2010年（平成22年）4月1日施行の保険法（平成20年法律第56号）では、保険契約について「保険契約、共済契約その他いかなる名称であるかを問わず、当事者の一方が一定の事由が生じたことを条件として財産上の給付を行うことを約し、相手方がこれに対して当該一定の事由の発生の可能性に応じたものとして保険料（共済掛金を含む。以下同じ）を支払うことを約する契約をいう。」と定義している。
保険者として保険事業（保険業）を営む会社を保険会社（ほけんがいしゃ、英: Insurance company）といい、日本では保険業法（平成7年法律第105号）により規制されている。なお、保険に関する法分野を研究する学問、および保険に関する法令を総称して広義の意味での保険法という。
保険制度は次に列挙する考え方を基本としている。ただし、これらで保険料の運用益を位置づけることはできない。
大数の法則
特定の人について、保険事故が発生するかどうかや、いつ保険事故が発生するかなどは、予測することができない。しかし、多数の人について統計をとり、過去の経験や資料なども加味すれば、一定期間にある保険事故がほぼ確実に発生する確率は算出することができる。それは、次の原則で示す等式に書かれたオメガの値である。
給付・反対給付均等の原則
契約者と保険会社の間に締結される保険契約において、保険金と保険料の間では以下の関係が満たされることが要請される。
{\displaystyle P=\omega Z} （ただし、Pは保険料単価、{\displaystyle \omega }は定量化された保険事故のリスク、Zは保険金）
収支相等の原則
保険会社が同一のリスクを持つ保険契約者の集団から集めた保険料の総額と、保険会社がその集団の中で支払う保険金の総額とは等しくなくてはならない。焼け太りは認められず、保険金に充当されなかった保険料は還付される。

## 歴史
保険の前史として、紀元前2-3世紀の中国やバビロニアにおいて、商人が荷物を紛失・強奪された際の補填が行われていた。また、紀元前1世紀のロドス島では共同海損が運用されていた。地中海貿易では冒険貸借（bottomry）という、保険金を商船の出航前に受け取り、商船が無事に商売を終えると保険金に利子をつけて返還する仕組みがあった。
保険の萌芽は、古代ローマにおけるコレギウム（同業者葬儀組合、ラテン語: collegium）や中世・近世ヨーロッパにおけるギルド（商工業者の職種ごとの団体、英: guild）などにみられる。1369年、ジェノヴァ共和国のドージェ（国家元首）であるガブリエレ・アドルノが世界最古の海上保険条例を定めたといわれている。14世紀後半から15世紀にかけて、スペインにおいて海上保険の普及が進んでいたことは、1432年バルセロナ最古の海上保険条例 (西: Ordenanzas de Magistrados de Barcelona) の制定とその後のたび重なる改定や各地の新たな制定を見ても明らかである。バルセロナの商業の繁栄は、地中海海運において同地が地理的にもイタリアやポルトガルとの貿易取引上の重要な拠点であったことが強く影響している。16世紀に入ると、海上保険市場の中心がスペイン帝国へ移りはじめ、1538年にはブルゴス海上保険条例が制定された。ブルゴスにはメリノ種羊毛が集積し、付保商品となった。ブルゴスは王室が保護し通商院をおいていた。1552年カスティーリャ王国がついに貴金属の輸出を許し、穀物等における産業構造の脆弱性を露にした。1570年頃にはリスボンとポルトに保険取引所 (西: Casa dos Seguros) が設けられた。このときすでに国際市場はコンベルソの移住等にともない、カール5世のアントウェルペンからオランダのアムステルダムへ移っていた。
1601年、イングランド王国で最初の保険法が制定された。1622年ロンバルディア商人が同王国で海上保険業を開拓すると、イギリス商人がノウハウをネーデルラントに伝えた。その後ヨーマンが台頭し羊毛業を担った。1666年のロンドン大火をきっかけとしてニコラス・バーボンが世界で初めて火災保険を開業した。名誉革命の1688年にロイズのコーヒーショップが誕生した。1696年、ハンド・イン・ハンド（現：アビバ）が発足した。1710年、太陽保険（現：RSA Insurance Group）開業。10年後南海泡沫事件が起こり、英海上保険業がロンドン保険会社とロイヤル・エクスチェンジ保険会社が独占するようになった（詳細）。1752年、フィラデルフィア基金が発足。1762年、エクイタブル生命保険が誕生した。1762年、北米保険会社が設立された。
1802年、「ロイズの父」とも呼ばれるアンガースタインが王立救命艇協会の母体となる公債4万3千ポンドの基金を設立した。この基金は国へ移管されるまでにロイズや太陽保険だけでなくイングランド銀行やイギリス東インド会社からも資金を得た。
19世紀後半にチューリッヒ保険やトラベラーズのような保険会社が生まれていった。
フランスは1816年にアクサを設立したが、社会保険の普及度は第一次世界大戦終結までドイツ帝国にひけをとった。
20世紀を通じて、アメリカの保険会社は投資信託の主要な購買層であった。

### 日本の保険史
日本にも、古くから社倉・義倉、頼母子講（たのもしこう）、抛銀（なげがね、投銀）、海上請負など、保険に類似した仕組みはあった。しかし、今日の保険は、明治維新のときに欧米の保険制度を導入して始まったものである。日本の海上保険法は、1731年のハンブルク保険・海損条例を嚆矢とするドイツ法を継受したものであるが、同条例には1681年ルイ14世が下した海事勅令が大きな影響を与えており、結局ドイツ・イタリア・フランスという旧フランク王国の海上保険法すべてが同条例を法源としている。
1859年（安政6年）には、開港したばかりの横浜で、外国人を対象に外国保険会社によって火災保険や海上保険の引き受けが始められた。1867年（慶応3年）には、福澤諭吉が『西洋旅案内』の附録の中で、「災難請合の事　イシュアランス」として「生涯請合」（生命保険）、「火災請合」（火災保険）、「海上請合」（海上保険）の仕組みを広く紹介した。
また、夏目漱石も保険制度の普及を著書にて薦めている。1879年（明治12年）には東京海上保険会社（現：東京海上日動火災保険株式会社）が、1881年（明治14年）には明治生命保険会社（現：明治安田生命保険相互会社）が創立され、本格的に保険が行われるようになった。損害保険については、1896年（明治29年）に船会社を経営する広海二三郎が、日本海上保険を設立。1898年から、保険銀行時報社が『保険銀行時報』の発行を開始。国際情勢やドイツのアリアンツの情勢などが報じられた。
1902年には柳沢保恵らが第一生命保険を設立し、その子である柳沢保承はのちに太平洋海上火災保険を設立した。1918年には反町茂作が東京動産火災保険を設立。東京動産火災保険は合併と改称を繰り返し規模を拡大し、社員の三淵震三郎（社長娘婿）の父の三淵忠彦は、戦後に初代最高裁判所長官となった。
1957年プライス・アンダーソン法の制定がもとで、原発事故に備え保険制度が整えられた。
1970年代、フランスへ外銀が雪崩れこみ（詳細）、保険の銀行窓口販売がスタートした。
1981 - 1982年、ロス疑惑（保険金殺人容疑）、1993年ハートフォード火災保険会社事件を経て、外国法が特に求めている場合に新しく反トラスト法の域外適用が認められた。
2008年の世界金融危機に際し、連邦準備制度はAIG株を79％も取得した。

## 分類
保険制度は、保険者・運営目的・保険事故等に着目して分類できる。保険商品としての分類はこれと別である。
- 国や地方自治体などの政府が運営する公営保険と民間会社が運営する私営保険（民営保険）
- 社会保障制度の一部をなす公保険と個人が任意に加入する私保険[注釈 4]
- 加入が義務づけられる強制保険と保険契約者が任意に加入する任意保険
- 相互扶助を目的とする相互保険と営利を目的とする営利保険
- 人の生死傷病などを保険事故とする人保険（じんほけん）と物の滅失・毀損を保険事故とする物保険（ぶつほけん）
- 航海に関する事故によって船や船荷につき生ずる損害を保険事故とする海上保険と陸上の各種保険である陸上保険
- 企業を主な保険契約者とする企業保険と個人を主な保険契約者とする家計保険

公営保険には、社会政策ないし社会福祉としての保険である社会保険と経済政策としての保険である産業保険がある。
日本の社会保険には以下のような制度がある。
- 公的医療保険制度
- 公的年金保険（国民年金、厚生年金など）
- 介護保険
- 労働保険（雇用保険、労働者災害補償保険（労災保険））
- 船員保険

日本の産業保険は、農業保険・漁業保険・漁船保険・輸出保険その他がある。
私営保険は、民間の保険会社が販売・運営する保険で、主に生命保険と損害保険を扱う。
- 生命保険とは人の生死に関して一定額の保険金を支払う保険
- 損害保険とは一定の偶然の事故によって生ずることのある損害を填補する保険

保険会社に付保規制を課し、違反となる保険商品を規制している国もある。日本政府は保険業法により、一部の例外を除き、日本に支店等を設けない外国保険業者は、日本に住所・居所を有する人若しくは日本に所在する財産又は日本国籍を有する船舶若しくは飛行機に係る保険契約を締結してはならないと定めている。
日本で保険を販売する保険会社は、保険業法により、生命保険業免許を受けた生命保険会社、損害保険業免許を受けた損害保険会社、外国保険業者のうち内閣総理大臣の免許を受けた外国保険会社に分けられている。また、日本の保険会社には、営利（株主に損益帰属）を目的とする株式会社の形態をとる保険会社と、相互扶助（契約者に損益帰属）を目的とする相互会社の形態をとる保険会社がある。相互会社は保険会社にのみ認められた会社形態であり、理論的には非営利法人（中間法人）と位置付けられる。現在、相互会社は生命保険会社にのみ存在し、損害保険相互会社は存在しない。
もっとも、1995年（平成7年）に公布され翌1996年（平成8年）に施行された新・保険業法により、多くの面で相互会社と株式会社を近接させ、相互会社と株式会社との双方的な組織変更をできるようにしたため（それまでは株式会社から相互会社への組織変更だけが可能だった）、両者の違いはあまり大きくない。また、この新・保険業法では、生命保険会社と損害保険会社の両者が、ともに扱うことのできる保険分野（いわゆる第三分野保険）を定めた。第三分野保険とは、生命保険分野・損害保険分野の両者にまたがる保険で、医療保険、介護保険、がん保険などがこれにあたる。
なお、私営保険であっても、自動車損害賠償責任保険（自賠責保険）や地震保険など、社会政策的目的を持って定められた保険もある。また、かつては政府が運営していた簡易保険（簡易生命保険）は、公営保険の一つであった。しかし、2007年（平成19年）10月1日からは株式会社かんぽ生命保険が取り扱っているため、私営保険に分類される。

### 再保険
このほか、再保険という保険もある。再保険とは、保険者が保険契約（元受保険）によって引き受けた責任の一部又は全部を他の保険者に保険させることを目的とする保険である。再保険は、保険が持つリスク分散機能をさらに高める作用を持つ。再保険は保険を対象とした保険なので生命保険ではないが、例外的に生命保険の再保険は生命保険会社が取り扱うことができる。再保険は私営保険として営まれるほか、公営保険としての再保険もある（地震保険に関する法律3条）。日本で最初の再保険会社は、1911年（明治44年）設立の日清火災海上保険であるが、関東大震災ののち新規契約引き受けを停止し大倉財閥が吸収合併した。

## 保険商品
保険商品は、保険約款に基づいて締結される保険契約である。保険約款は保険会社が定めた契約条項であり、契約の基本的な内容を定めた普通保険約款と、普通保険約款の規定を変更または補完している特別約款（特約）から成り、契約者は約款上の個々の条文について保険会社との間で変更の個別交渉を行うことはできない。保険約款は保険契約者・被保険者にとって不利となりうるため、次のように規制されている。
- 商法等の法律により保険約款の内容を規制（立法）
- 金融庁による保険約款の認可・届出制（行政）
- 解釈が分かれる場合は「作成者不利の原則」により契約者を保護、著しく不当な条項は裁判で無効（司法）

主な保険商品には以下のようなものがある。もっとも、イスラーム圏は利子を利用する点やギャンブル性を根拠に保険をシャリーアに反すると考えるため、タカフルという共済や頼母子講に似た商品を販売している。
生命保険（生保：第一分野）
保険料が長期間滞留する事実上の投資信託。

終身保険・養老保険・個人年金保険・定期保険。生存保険は単体で存在せず、何かしらの死亡保障が付属される。
損害保険（損保：第二分野）
- 海上保険
  - 船舶保険
  - 運送保険
  - 貨物保険

- 火災保険
  - 住宅火災保険
  - 住宅総合保険
  - 地震保険[注釈 6]
  - 普通火災保険
  - 店舗総合保険
  - 団地保険

- 自動車保険
  - 自賠責保険（俗称：強制保険）
  - 任意保険
- 自転車保険

- 賠償責任保険
  - 個人賠償責任保険
  - 企業賠償責任保険
  - 専門職業人賠償責任保険
  - 瑕疵保証責任保険
  - 船客傷害賠償責任保険

- 傷害保険
  - 普通傷害保険
  - 家族傷害保険
  - ファミリー交通傷害保険
  - 国内旅行傷害保険
  - 海外旅行傷害保険
  - ゴルファー保険

- その他
  - 所得補償保険
  - 医療費用保険
  - 介護費用保険
  - 動産総合保険
    - ヨット・モーターボート総合保険
    - コンピュータ総合保険
    - スマホ保険

  - ペット保険

第三分野保険（傷害疾病定額保険）（生保、損保）
- 医療保険
- 疾病保険 - がん保険その他の三大生活習慣病保険（＝「特定疾病保険」〈とくていしっぺいほけん〉という）など
- 介護保険

## 保険会社
保険業法第3条の定めにより、保険会社は生命保険会社と損害保険会社に分かれ、いずれも内閣総理大臣の免許を受けた者でなければ行うことができない。また、生命保険と損害保険はリスクの質が異なることから、原則として一つの会社が生命保険業と損害保険業を同時に行うことはできないと理解されている（保険業法第100条）。ただし、生命保険会社と損害保険会社はお互いを親会社・子会社の関係とすることは認められているため、子会社方式による相互参入や（保険業法第106条第1項）、持株会社方式による兼営が可能である（保険業法第271条の18）。外国の保険会社が日本に支店や支社を開設して日本で営業する場合も、生命保険と損害保険の分離など同様の規制があり、内閣総理大臣の免許が必要となる（保険業法第185条）。
保険会社が破綻した場合、保険契約を結んだ契約者を保護する名目で「保険契約者保護制度」こと保険会社のセーフティネットが適用される。保険契約者保護機構が資金援助を担い、支払われるべき保険金や解約金などを契約者に支払うことになっている（保険業法第259条）。なお、外国企業の日本支店にて契約した保険も対象に含まれる。

## 保険会社の一覧

### 世界の主要な保険会社一覧
※カッコ内に会社名等がある場合は、カッコ内が日本における免許会社名またはグループ会社名。
※アルファベット順
- AIG損害保険（アメリカ合衆国）
- アメリカンホーム保険（アメリカン・ホーム・アシュアランス カンパニー、アメリカ合衆国）
- アトラディウス信用保険（オランダ）
- アリアンツジャパン（アリアンツ火災海上保険、ドイツ）
- カーディフ損害保険（フランス）
- Chubb損害保険（スイス）
- コファスジャパン信用保険（コンパニー・フランセーズ・ダシュランス・プール・ル・コメルス・エクステリュール、フランス）
- ユーラーヘルメス信用保険（ユーラーヘルメス・エスエー、ベルギー）
- ゼネラリ保険会社（アシキュラチオニ・ゼネラリ・エス・ピー・エイ、イタリア）
- HDI Global保険会社（ドイツ）
- 現代海上火災保険（韓国）
- ロイズ保険組合（ザ・ソサイエティー・オブ・ロイズ総代理店 ロイズ・ジャパン、イギリス）
- ミュンヘン再保険会社（ドイツ）
- ニューインディア保険（ザ・ニュー・インディア・アシュアランス・カンパニー・リミテッド、インド国営）
- アールジーエー・リインシュアランス・カンパニー（アメリカ合衆国）
- スター保険（スター・インデムニティ・アンド・ライアビリティ・カンパニー、アメリカ合衆国）
- スイス・リー（スイス・リインシュアランス・カンパニー・リミテッド、スイス）
- スイス損害保険会社（スイス・リー・インターナショナル・エスイー、ルクセンブルク）
- トランスアトランティック再保険（トランスアトランティック リインシュアランスカンパニー、アメリカ合衆国）
- チューリッヒ保険（チューリッヒ・インシュアランス・カンパニー、スイス）

なお、上記会社の日本支社は、日本国内では外国損害保険協会加盟会社という位置づけになる。

### 日本の保険会社一覧
日本における保険業免許を取得している損害保険会社を以下に列記する。損害保険会社については業界団体が日本損害保険協会と外国損害保険協会とに分かれており、さらにそのいずれにも加盟していない会社もある。生命保険会社は別項に譲る（詳細）。一定の保険金・保険期間以下の保険に限定し、免許制から登録制への変更など規制を緩和した「少額短期保険」（通称・ミニ保険）が2008年から制度化されており、これは以下の一覧に含まない。ただし、免許を受けた下記保険会社（あるいは保険持株会社）の子会社として少額短期保険会社の設立や事業は可能であり、東京海上ミレア少額短期保険などの例がある。名称において「株式会社」「相互会社」は省略する。なお、かつて存在した保険会社で、受け皿となった保険会社が下の一覧に無いものとしては第一火災海上保険がある。

#### 日本損害保険協会加盟会社
- あいおいニッセイ同和損害保険（大東京火災海上保険（旧野村系） ＋ 千代田火災海上保険 ＋ 同和火災海上保険 ＋ ニッセイ損害保険。 MS&ADインシュアランスグループホールディングスの子会社）
- アイペット損害保険 （ペット向け保険専門の保険会社）
- アクサ損害保険 （アクサ生命保険の子会社）
- アニコム損害保険 （ペット向け保険専門の保険会社。アニコムホールディングスの子会社）
- イーデザイン損害保険 （自動車保険専門の保険会社。 東京海上ホールディングスの子会社）
- AIG損害保険（AIU損害保険 ＋ 富士火災海上保険。AIGジャパン・ホールディングスの子会社）
- エイチ・エス損害保険 （澤田ホールディングスとHISの関連会社）
- SBI損害保険 （SBIホールディングスの子会社）
- au損害保険 （あいおいニッセイ同和損害保険とKDDIの合弁会社）
- 共栄火災海上保険（JA共済連子会社）
- さくら損害保険
- ジェイアイ傷害火災保険（JTBとAIG ジャパン・ホールディングスの合弁会社。かつては外資の全額出資（※当時社名はジャパン・インターナショナル傷害火災保険）であった）
- セコム損害保険（旧：東洋火災海上保険（三菱傍系）→セコム東洋損害保険、セコムの子会社）
- セゾン自動車火災保険（旧：オールステート自動車火災保険、クレディセゾンおよび損保ジャパンの関連会社。旅行業大手のHISとも提携。 SOMPOホールディングスの子会社。そんぽ24と合併。）
- ソニー損害保険（ソニーグループ（ソニーフィナンシャルホールディングス事業子会社））
- 損害保険ジャパン（安田火災海上保険 ＋ 日産火災海上保険 ＋ 第一ライフ損害保険（第一生命子会社） ＋ 大成火災海上保険 ＋ 損害保険ジャパン・フィナンシャルギャランティー＋興亜火災海上保険 ＋ 日本火災海上保険 ＋ 太陽火災海上保険。SOMPOホールディングスの子会社）
- 大同火災海上保険（沖縄地盤の保険会社）
- 東京海上日動火災保険（東京海上火災保険 ＋ 日動火災海上保険。 東京海上ホールディングスの子会社）
- トーア再保険（旧：東亜火災海上再保険）
- 日新火災海上保険 （東京海上ホールディングスの子会社）
- 日本地震再保険（国内損害保険会社20社の出資により設立）
- 日立キャピタル損害保険（旧：ユナム・ジャパン傷害保険）
- ペット＆ファミリー損害保険
- 三井住友海上火災保険（大正海上火災保険→三井海上火災保険 ＋ 住友海上火災保険。 MS&ADインシュアランスグループホールディングスの子会社）
- 三井ダイレクト損害保険（三井グループ・MSIG系。設立当初は三井物産が筆頭株主・支配株主であった。MS&ADインシュアランスグループホールディングスの関連会社）
- 明治安田損害保険（明治損害保険 ＋ 安田ライフ損害保険。明治安田生命子会社）
- 楽天損害保険（旧：朝日火災海上保険（旧野村系）、楽天インシュアランスホールディングスの子会社）
- レスキュー損害保険

### 破綻した保険会社
- 千代田火災海上保険
- 日清火災海上保険（再保険会社）
- 第一火災海上保険相互会社 - 2000年に破綻。
- 大成火災海上保険 - 1920年（大正9年）台湾台北で設立後、1950年6月に内地会社として再設立[13]。2002年 12月、損害保険ジャパンに吸収合併[14]。
  - 大成再保険株式会社 - 大成火災海上保険の完全子会社。2001年のアメリカ同時多発テロ事件の影響で巨額の再保険金支払いが発生し、2011年10月14日に清算結了[15]。

## 行政処分事例
保険金不払い問題という大規模な不正を発生させるに至ってしまうなど、近年は保険会社やその商品を扱う代理店での不正行為が頻発しており、許し難い不正が判明した保険会社に対して金融庁は度々行政処分を与えてきた。
金融庁は、金融業者の起こした不正行為に対する行政処分の事例集を発表している。以下はこの事例集から保険会社および代理店の不正行為が原因で行政処分を受けた保険会社のみに絞り込み簡略化したものである。
- 保険法は法務省の所管であるが、行政処分の根拠法は全て保険業法である。
- 詳しくは 金融庁 行政処分事例集 2008年5月21日更新版 を参照。

### 生命保険会社の行政処分
生損保業界全体は2005年から2007年の3年間で金融庁から延べ200件以上の行政処分を受けている。損害保険では128 万件以上、生命保険では164 万件以上の保険金不払いが確認された。
| 保険会社 | 処分発令日     | 処分の種類                | 処分の原因                                                                                              |
| --- | -------------- | ------------------------- | --- |
| アクサ生命保険 アクサグループライフ生命保険 | 2002年9月25日  | 業務改善命令              | 法令違反（特別利益の提供）                                                                              |
| 日本生命保険 | 2003年5月13日  | 業務改善命令              | 法令抵触（不適切な表示の保険募集資料を使用した保険募集）                                                |
| 日本興亜生命保険 | 2003年11月6日  | 業務停止命令 業務改善命令 | 法令違反、募集にかかる内部管理態勢の不備、代理店による不適正募集の看過                                  |
| PCA生命保険 | 2003年11月6日  | 業務改善命令              | 不祥事件届出書未提出                                                                                    |
| 明治生命保険 | 2003年12月2日  | 業務改善命令              | 配当金の過少払い                                                                                        |
| 明治安田生命保険 | 2005年2月25日  | 業務停止命令 業務改善命令 | 不適切な保険金等不払い及び保険募集による法令違反                                                        |
| 三井生命保険 | 2005年6月10日  | 業務改善命令              | 員外契約                                                                                                |
| 明治安田生命保険 明治安田生命保険代理社 | 2005年10月28日 | 業務停止命令 業務改善命令 | 不適切な保険金等不払い及び保険募集、業務改善命令への対応遅延等                                          |
| 日本生命保険 | 2006年7月26日  | 業務改善命令              | 保険金等支払管理態勢及び経営管理態勢の欠陥（利用者保護上問題あり）                                      |
| アリコジャパン | 2007年11月16日 | 業務改善命令              | 保険商品の宣伝広告（パンフレット含む）につき景品表示法違反および保険業法違反                            |
| 日本生命保険 第一生命保険 明治安田生命保険 住友生命保険 朝日生命保険 富国生命保険 三井生命保険 大同生命保険 アメリカンファミリー アリコジャパン | 2008年7月3日   | 業務改善命令              | 経営管理態勢及び業務管理態勢の不備、 保険金不払い等が確認された37社中、多数多額に上った10社に対する措置 |

### 損害保険会社の行政処分
| 保険会社 | 処分発令日     | 処分の種類                | 処分の原因                                                                                              |
| --- | -------------- | ------------------------- | --- |
| 日動火災海上保険 | 2002年4月25日  | 業務停止命令 業務改善命令 | 基礎書類違反（虚偽説明による基礎書類の認可申請等）                                                      |
| 日動火災海上保険 | 2002年8月1日   | 業務改善命令              | 業務停止命令違反（代理店に対する本店の統制力不備）                                                      |
| 損害保険ジャパン | 2002年8月2日   | 業務改善命令              | 不適正契約の是正処理の放置                                                                              |
| ユナムジャパン | 2003年1月9日   | 業務停止命令 業務改善命令 | 法令違反（特別利益の提供及び無登録募集等）                                                              |
| あいおい損害保険 | 2003年5月29日  | 業務改善命令              | 法令違反（特別利益の提供等）                                                                            |
| 日本興亜損害保険 | 2003年11月6日  | 業務停止命令 業務改善命令 | 法令違反、募集にかかる内部管理態勢の不備、代理店による不適正募集の看過                                  |
| 日動火災海上保険 | 2004年8月20日  | 業務改善命令              | 法令違反（威迫募集、特別利益の提供等）                                                                  |
| 東京海上日動火災保険 三井住友海上火災保険 損害保険ジャパン 日本興亜損害保険 あいおい損害保険 ニッセイ同和損害保険 富士火災海上保険 共栄火災海上保険 日新火災海上保険 朝日火災海上保険 セコム損害保険 明治安田損害保険 スミセイ損害保険 大同火災海上保険 ソニー損害保険 セゾン自動車火災保険 三井ダイレクト損害保険 そんぽ24損害保険 エース損害保険 アクサ損害保険 ジェイアイ損害火災保険 アメリカンホーム保険 AIU保険 チューリッヒ保険 アシキュラチオニゼネラリ保険 ニューインディア保険 | 2005年11月25日 | 業務改善命令              | 支払管理態勢の不備等                                                                                    |
| チューリッヒ保険 | 2005年11月30日 | 業務改善命令              | 重要事項説明不十分、保険金支払処理の長期滞留等                                                          |
| 損害保険ジャパン | 2006年5月25日  | 業務停止命令 業務改善命令 | 法令違反、法令等遵守態勢（募集行為における法令違反等）、経営管理態勢等の不備                            |
| 三井住友海上火災保険 | 2006年6月21日  | 業務停止命令 業務改善命令 | 法令違反、保険金支払管理態勢 （第三分野商品に係る保険金の多数の不適切な不払い等）、経営管理態勢等の不備 |
| 大同火災海上保険 | 2006年11月24日 | 業務改善命令              | 法令等遵守態勢、経営管理態勢等の不備                                                                    |
| 東京海上日動火災保険 日本興亜損害保険 あいおい損害保険 富士火災海上保険 共栄火災海上保険 日新火災海上保険 | 2007年3月14日  | 業務停止命令 業務改善命令 | 第三分野商品に係る保険金の多数の不適切な不払い                                                          |
| ニッセイ同和損害保険 日立キャピタル損害保険 アメリカンホーム保険 AIU保険 | 2007年3月14日  | 業務改善命令              | 第三分野商品に係る保険金の多数の不適切な不払い                                                          |
| 損害保険ジャパン あいおいニッセイ同和損害保険 東京海上日動火災保険 三井住友海上火災保険 | 2023年12月26日 | 業務改善命令              | 東急グループ等に対する価格カルテル                                                                      |
| 損害保険ジャパン SOMPOホールディングス | 2024年1月25日  | 業務改善命令              | 自動車修理工場による修理費水増しによる保険金不正請求                                                    |

令和6年1月25日

## 保険の問題点

### 価格カルテル
損害保険業界では、1994年10月の公正取引委員会の日本損害保険協会に対する警告（自動車保険の修理工賃をめぐるカルテル疑惑）、1996年12月の日本機械保険連盟に対する排除勧告など、独占禁止法をめぐる問題が顕在化しており、1998年の損害保険料率算出団体に関する法律を端緒として保険料率の自由化が進められ、損害保険業界では保険料引下げの競争が行われる環境が整えられた。しかし、2005年の保険金支払漏れ問題への対応や、2016年の改正保険業法の施行等により、企業のなかで、独占禁止法遵守専門の組織がコンプライアンス部門に吸収されたり、関係法令中の独占禁止法関連の研修内容などの記載削除などにより、各社で独占禁止法遵守に係る部門が縮小又は廃止された。また、2000年代以降の合併で大手損保会社数が減少し、限られた営業担当者同士がコミュニケーションを取る機会が増加した。さらに、2010年代後半からは、自然災害の頻発・激甚化等により、損害保険業界全体として、火災保険の大幅な赤字が常態化した。
そのため、損害保険大手各社は、トップライン（保険料収入）からボトムライン（利益）重視に舵を切る又はボトムラインを向上させる取組みをより強化した。これにより、保険契約の更改にあたって、特に保険料の値上げや補償内容の縮小など、保険契約者と利害が対立しやすい交渉が行われる機会が増加してき、さらに、企業向け保険契約では新規契約割合が小さく、営業担当者にとって、更改契約を落とせないというプレッシャーが年々強まっていた。
このことから、特に共同保険の引受けにあたって、引受保険会社の担当者間で、保険料等を事前に調整し保険契約者等との交渉に係る負担軽減を図る動機の形成を招き、2017年から2020年にに不適切行為の件数が増加し、現在は横ばいとなっている。
2023年には、大手損害保険会社4社（あいおいニッセイ同和損害保険、損害保険ジャパン、東京海上日動火災保険、三井住友海上火災保険）が東急グループ等に対し一斉に補償内容を切下げるなどしたカルテルが発覚し、金融庁が行政処分を付している。

### 超過保険
加入者側がそれほどの価値はないものと考えていても、保険会社側が保険料を得るために高額の保険金を保障する場合が、超過保険である。損害保険事故の場合は損害調査によって超過であると見做されるなどして、結局は不払い問題が生じる。また、実際の価値よりも高額な保険金を得る目的による放火・保険金詐欺などが惹起されやすくなる。関東大震災では千代田火災海上保険や、再保険社の日清火災海上保険が破産して、放火も増加し、警視庁保安部が管内の放火事件につき背景に超過保険があった事例を調査したところ、目的物の不動産の時価の25倍の保険契約高を設定していた契約もあった。当時の商工省は保険者側に超過保険の問題を解決するよう厳重注意を行った。現代ではソルベンシー・マージン比率による保険者の支払い能力の評価は行われているものの、超過保険の問題は表に出にくくなっている。
保険法の学説では超過保険の一部「無効」の意義ないし態容はかならずしも明らかにされておらず、契約無効の判断が、民法・商法の学説や裁判所の判断に左右されている状態である。

### 保険金詐欺
保険は金銭面での損失をカバーするシステムであるが、それを逆手にとって不正に金銭を得ようとする事件も後を絶たない。そもそも保険契約者と保険会社の関係は、典型的なプリンシパル＝エージェント関係とみなされており、逆選択やモラル・ハザードが発生する危険を常に背負っているといえる。保険における逆選択とは、リスクがより大きな者が、保険加入に際してより強い動機を持つため、結果として保険加入者がリスクのより大きな者で占められてしまう傾向をさし、モラル・ハザードとは、保険加入によって保障（補償）が得られるために、加入者がリスクを回避することを控えてしまうことをさし、また、保険者側のモラル・ハザードも存在する。
例えば生命保険の場合は、被保険者となる人物に過度の保険に加入させ、その人物を意図的に殺害・自殺教唆、または重度の障害などを負わせる事によって、多額の保険金を得ようとしたり、損害保険の場合は対象となる物を意図的に損壊・または損壊したなどと偽って報告することにより保険金を貰い、新しい物を購入したり実際の収入に結びつけたりしようとする事がある（事例）。中には実際に掛かった費用（修理費用など）を過大申告し、その差額分の金銭を得ようとする事もある。
これらは保険金を騙し取る行為であり、「保険金詐欺」という立派な犯罪となる。このような犯罪行為を阻止するため、保険会社は、加入時あるいは支払時に契約内容あるいは請求内容を審査したり、保険会社間で契約情報や事故情報を交換したり、調査会社に委託してその保険事故が正当なものであるかどうかを調査することがある。
児童を対象とした生命保険では犯罪を誘引しないよう保険金の上限が低く抑えられている。また、成人を対象とした場合でも保険金がある一定額を超えると保険会社間で情報交換をして被保険者に複数の生命保険会社から多額の保険金がかけられていないか調査する仕組みとなっている。

### 保険金の支払い拒否（不払い・調査妨害）

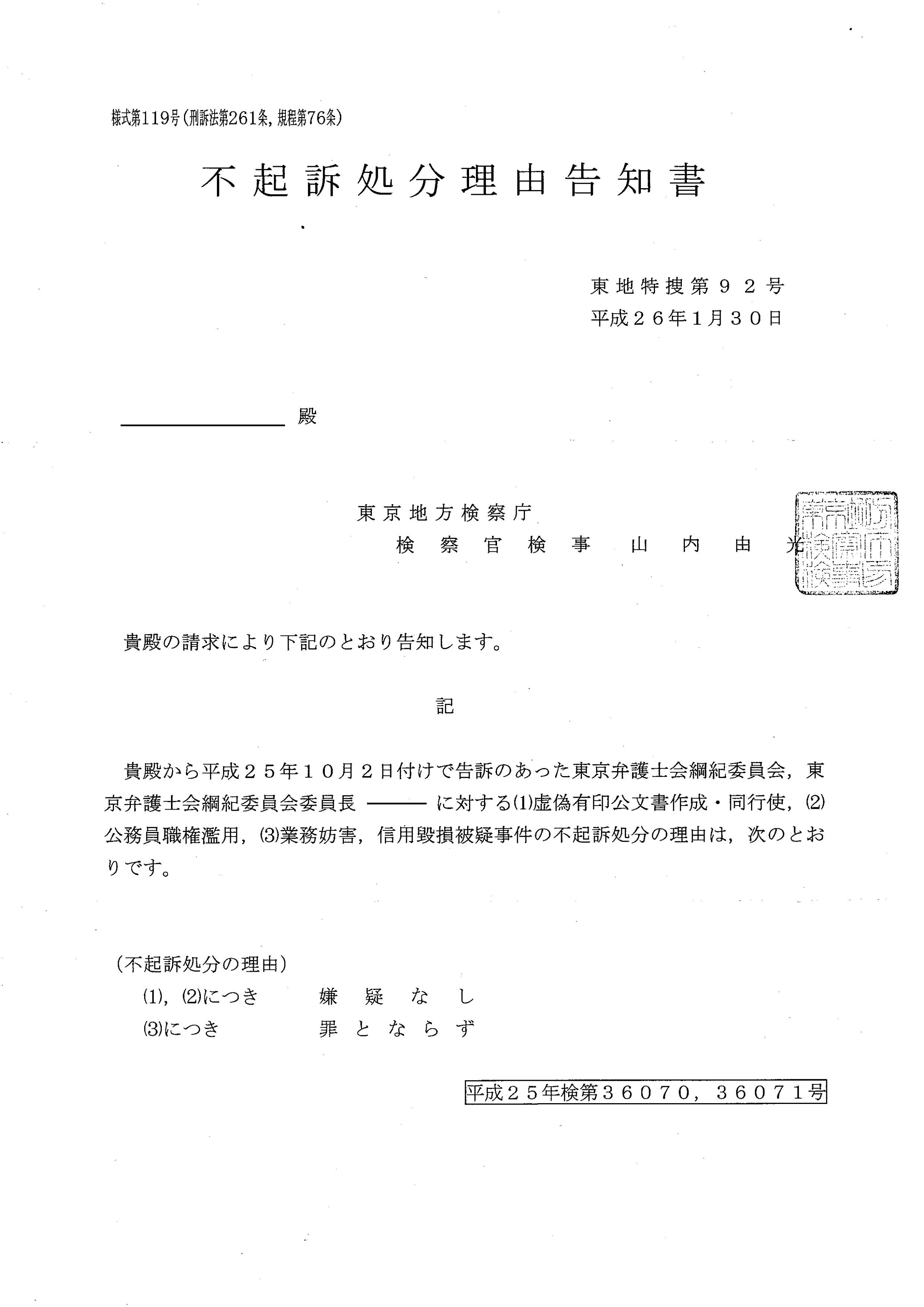
弁護士の綱紀の乱れに関する弁護士会委員（刑法上の公務員）には事実上刑事責任がない。

2005年（平成17年）2月、明治安田生命及び富士火災海上保険の保険金不払い問題が初めて発覚した。
先の行政処分事例に列挙したのは、正当な理由ではなく不当な理由で支払いを拒否された事例である（保険金不払い事件）。2005年から2008 年、金融庁は損害保険は128万件以上、生命保険は164万件以上の未払金の存在を確認し、延べ200件以上の行政処分を行っている。参議院も2007年、調査報告書を提出した。

新潟県中越地震では家屋の倒壊のため補償の調査をしたが、建築学的には全壊の状態にもかかわらず保険金の支払いを避けるため、外見上半分残っているのは一律半壊の扱いをする保険会社もあったといわれる。これは、営業部門に比べ事故査定（損害調査）部門の人員を減らし、専門の子会社への業務委託を進めてきた構造的な問題から来ていると言われる。
また、大手損害保険会社を中心に自動車保険金の支払い漏れが相次いで明るみに出て、監督する金融庁による厳しい処分を受けた会社もあった。これは「損害が発生していても契約者からの請求がなければ支払わない」という姿勢にも起因するが、過度の商品開発競争により各種の特約が作られたものの、営業最優先の体質により、事故査定部門への案内不足やシステムチェック機能を開発の怠慢が発生したことも大きな要因と考えられている。
保険会社の代理人弁護士らの多くは慈善事業なども行っており、利益相反の事実を隠したまま請求者側の相談を受けたり受任して損害証明資料を横領する活動をしている者もいるが、弁護士会や日本弁護士連合会の綱紀・懲戒委員会、あるいは綱紀審査会委員ら（検察官・裁判官を含む）がこれらを懲戒していない問題もある。さらに弁護士会の懲戒委員・綱紀委員は刑法においては公務員（みなし公務員）であるが、委員らによる職権濫用について検察庁は起訴をしていない。

### 募集手数料体系
ミューチュアル・ファンドの隆盛にともない、保険会社が新契約を開拓して利益を得ようと、自社の営業マンや嘱託の営業会社を厚遇している。一部の保険販売員や募集人・保険代理店が同じく新契約偏重・利益先行の姿勢をとるようになり、新契約締結のためならば違法行為をしても構わないと考える者が増えてきている。
例えば生命保険においては、募集人や代理店へ支払われる募集手数料体系が顧客サービスの品質を大きく下げている。手数料の支払いにはL字払いという独特のシステムが定着している。これは「新規契約を最重要視させる」システムである。顧客対応の悪質化にとどまらず、顧客に損害を与えてしまう事も実際にある。

### 合意なき保険契約
2006年8月頃から明らかになった問題として、消費者団体信用生命保険がある。
大手消費者金融企業各社が、会社を受取人として債務者に対し生命保険を掛けていた問題である。債務者に断り無く生命保険を掛けていたケースもある。これは債務者死亡（自殺・生死不明での夜逃げ等も含む）による貸し倒れリスクとそれによる審査の厳格化の回避、債務を相続した遺族の負担の軽減、債務者死亡後の返済に関わる迷惑を遺族にかけない、などの名目があるものの、2005年度でこの消費者団体信用生命保険で保険金を受け取ったケースは4万件弱あり、さらに死亡原因の半数の2万件が不明、その1割が自殺であったことが判明した。またこの保険金を消費者金融企業各社が合計300億円受領していたこと、そして一部には弁済金以上の保険金を獲得した例もあると判明した。
一方で、保険会社側も大手消費者金融各社からの多額の保険料収入を考慮し、契約より2年以上経過しての保険金支払いに際しては死因等を充分に調査せず、安易に死亡保険金支払いに応じていたことも判明している。
消費者金融業者側は契約書を介して債務者に対し被保険者になる事を通知していると主張しているが、実際には債務者が己の命に保険金をかけられている事が充分に認識されていない、とする調査結果もある。
これらの状況から、正常な弁済の見込みが薄ければ回収を優先して債務者の生命を顧みず、保険金による弁済をも視野に入れた過酷な債務取立てに走る可能性を指摘し、非難する声が高まった。こうした批判を受け、金融庁は2006年9月15日、保険会社及び生命保険協会に対して、消費者団体信用生命保険の加入の際に、被保険者である債務者に対しわかりやすく説明することや、保険金支払い時の遺族への確認の方法などを厳格に行うよう指導した。
これに対して大手消費者金融のプロミスは、世間の非難の声を不快とし、債務者の家族の損害を減らすための適切な運用を目指すのではなく、2006年10月1日より消費者団体信用生命保険を解約し、今後は取り扱わないことを発表した。他の消費者金融会社も概ね同様の動きをとっている。
ただし、同様に銀行やローン会社（特に住宅ローン）等においても、融資の際の保証として団体信用生命保険に加入させるケースは多い。これらはあまり問題にされていない。
2010年には、不本意な保険を掛けられた状態の被保険者が「契約の解除」を請求できる被保険者離脱制度が導入されたが、この制度を職員に周知していない保険会社もあるという。

### 企業が従業員にかける生命保険
企業が、従業員に断り無く生命保険をかけている例がある。企業側の主張としては、労働力の欠如で生じる業務上の損害を埋め合わせる為、また、欠員を補充する費用を獲得するため、としているが、従業員の生命をもって利潤を得る行為であると非難する声もある。一方で、保険会社側も、保険金支払いに際しては経緯や死因等を充分に調査せず、安易に死亡保険金支払いに応じていたことも判明している。遺族にとっては、与り知らぬところで金のやりとりが行われること、また、死亡診断書などが勝手に取り扱われることについて強い憤りを感じる事が多い。また、言うなれば赤の他人に保険をかける行為を容認することは、保険金目当ての殺人行為を助長するという声もある。未必の故意による過労死の看過も懸念される。

### 火災保険
火災保険における保険金額は原則として対象となる建物の評価額を上限として設定される。一般に評価額は年月と共に逓減していくが、契約そのものは維持し、更新の際にも保険金額を見直さずに済まして、評価額に対して過大な保険金額、そして掛け金が維持されることが珍しくない。しかし、保険金支払いにおいては建物の時価額が基準となるため、全損の場合でも、保険金額が満額で支払われず、減額される例が見られる。ただし、評価額を超過した分の保険金額に対応する部分は無効となるため、契約者が過大に支払った保険料は返還される。逆に保険金額＜時価額で差が著しい一部保険の場合、その割合に応じて削減されるため、超過保険のほうが消費者利益保護になるという面もある。
本来は更新を機会に再評価を行って保険金額を適切に設定しなおすべきであるが、十分に行われていない。

### 乗換契約・転換契約
乗換契約は、他社の商品を解約させて自社の商品に切り替えさせる事を言う。自社商品の間でも行われることがある。転換契約は自社の商品の責任準備金を新しい保険の責任準備金に充当する制度で、「保険の下取り」とも呼ばれる。
本来はライフスタイルの変化に伴う保障内容の見直しに際してそれまでの保険契約を活用するものだが、最近は低金利のために商品の予定利率が低く設定されていることから、予定利率の高い（保険料の安い）契約から予定利率の低い（保険料の低い）契約に変更されるケースが多い。また、営業職員や代理店が手数料獲得のために無理な乗換または転換を行わせるケースもある。
上記のように保障内容を変えない場合は一般に保険料は高くなるため、見かけの保険料を安く見せるために、保険期間を短くしたり、それまで付加されていた特約を外すといったことが行われることがある。こういった顧客にとって不利な内容は十分に説明されることはなく、後でトラブルとなることが多い。

### 死差益
保険金の運用の3つの要素として、利差損益（市場での運用益と支払いの利率の差）、費差損益（業務費用の予算と実際の費用の差、いわゆる節約で益を出す）、そして死差損益（商品設計上の死亡率と、実際の死亡率との差）がある。この中で、死差損益については、人口統計等から算出される死亡率を基に商品設計を行う一方で、保険加入時には医師の診断や告知を要求してリスクの高い顧客を排除することから、概して契約者の範囲では死亡率が低くなる傾向にあり、恒常的に利益を生む、という指摘がある。また、戦後日本では概ね寿命は延び続け、死亡率が下がる傾向にあり、対して商品設計に用いる従前の統計では死亡率が高いことから、この面でも恒常的に利益を生む、という指摘がある。
これに対して、バブル崩壊後の経営の窮状を訴える際には（失われた10年）、もっぱら費差損益にかかる経費削減・企業努力の限界と、利差損益における逆鞘を訴え、上記の「乗せ換え」による、予定利率削減の動きを正当化する主張がなされた。さらには、利率の逆ざやをアピールした上で、既存契約についても保険会社による一方的な予定利率変更（予定利率削減）のスキームを確立する試みがなされている。一方で、死差損益に関しては触れず、恒常的に利益を生みやすい要素を隠匿して顧客に不利益を転嫁している、という指摘がなされている。

### 変額保険
変額保険は保険金が運用実績によって増減する保険であり、死亡保険金額については一定額が保証されているが、満期保険金額は保証されていないものが多い。バブル期には、株式の運用比率を高めて保険金額が大幅に上昇したこともあり、将来的な株価の上昇、つまり保険金額の上昇を当て込んで、借金をして保険に加入させる販売方法も見られた。このように販売された変額保険は、バブル崩壊と共に運用実績が落ち込んだことから保険金でローンを返済することが不可能となり、被保険者が自殺を選択する例もあった。詳細は変額保険、バブル景気を参照のこと。

### 保険の審査にまつわる問題
2013年にみずほ銀行で、暴力団への融資の存在を知りながら放置していた問題が判明したのを受け、金融庁は損害保険大手5社及び生命保険大手3社（東京海上日動火災保険、損保ジャパン、三井住友海上火災保険、あいおいニッセイ同和損害保険、日本興亜損害保険、三井生命保険、富国生命保険、太陽生命保険）を対象に、融資先の審査が適切に行われているか調査を実施したところ、いずれの会社も審査を信販会社に任せ切りにしており、事後審査も実施していなかったことが、一部マスコミの報道により判明した。金融庁は、融資先に暴力団及びその関係者など反社会的勢力が含まれていないか、実態調査に乗り出している。

### 賭博との関連
発生するか不明な事象（事故や疾病）に対し事前に金銭を支払う行為は、賭博と見做すことができる。また保険会社は集めた資金の運用利子で運営されているため、シャーリアで賭博と利子を得ることを禁止しているイスラム教の地域では通常の保険が運営できない。イスラム教徒はタカフルと呼ばれる共済に類似した仕組みを利用している。

## 銀行窓販
保険の銀行窓販（バンカシュランス）は日本では2007年に全面解禁されたが、フランスでは1970年代に開始した。
1996年～2001年にかけて行われた第一次日本版金融ビッグバンにより、金融業の相互参入に際して銀行は保険・証券などの代理店販売業務を行うことが認められ、銀行という身近なお金の相談をする場所が生命保険を販売することのモラルリスクの観点からも慎重に行われなければならないとの判断から段階的に解禁された。なお、ここでいうモラルリスクとは、顧客の預金残高など資産状況を把握している金融機関側が契約者に本来必要ない、または理解できない金融商品を販売することで手数料を得ようという販売側の道徳的・倫理的リスクである。2001年4月に住宅関連信用生命保険(団体信用生命保険)、2002年10月から個人年金保険・財形保険、2005年12月から一時払終身保険・一時払養老保険などの貯蓄性商品を中心に解禁され、2007年12月からは定期保険や終身保険・医療保険・介護保険などの平準払も全面解禁となった。
解禁直後から個人年金保険・変額年金保険などの保険商品が人気となり、個人年金・変額個人年金などに特化した生命保険会社が参入を始めるなど、老後の資産形成と年金受給口座などの手続きがワンストップでできるメリットが発揮されることとなった。また2005年から解禁された一時払終身保険・一時払養老保険など低金利政策の日本においては各社が順調な販売を行うなどの活況を迎えていたが、平準払の定期保険や終身保険・医療保険・介護保険などはなかなか銀行窓口で販売が伸びなかった。マイナス金利政策が始まると販売の主力となっていた一時払終身保険などが各社次々と販売を停止した。日本生命によると、世界金融危機以降、中国で銀行窓販に対する規制が段階的に強化された。2017年にきて日本では金融庁の指導により銀行窓販が勢いをくじかれたと評されているが、一方でゆうちょ銀行による投信販売がてこ入れされている。

## 保険の雑誌類
ウィキソースには、保険銀行時報の原文があります。